# Плюнрет
Плюнрет (фр. Pluneret) — коммуна на северо-западе Франции, находится в регионе Бретань, департамент Морбиан, округ Лорьян, кантон Оре. Расположена в 14 км к западу от Вана и в 42 км к востоку от Лорьяна, в месте слияния рек Оре и Боно. Через территорию коммуны проходит национальная автомагистраль N165. В центре коммуны находится железнодорожная станция Сент-Анн линии Савене-Ландерно.
Население (2019) — 5 905 человек.

## Достопримечательности
- Церковь Святых Петра и Павла
- Часовня Сент-Авуа XVI века в одноименной деревне на берегу реки Боно с орнаментом в стиле Ренессанса; внутри часовни красивый резной дубовый лекторий
- Дольмен Кервенгю
- Шато Кермадьо XVIII века, в котором прожила последние годы жизни графиня Софья де Сегюр

## Экономика
Структура занятости населения:
- сельское хозяйство — 4,6 %
- промышленность — 7,3 %
- строительство — 14,4 %
- торговля, транспорт и сфера услуг — 38,6 %
- государственные и муниципальные службы — 35,1 %

Уровень безработицы (2018) — 11,8 % (Франция в целом —  13,4 %, департамент Морбиан — 12,1 %). 

Среднегодовой доход на 1 человека, евро (2018) — 22 510 (Франция в целом — 21 730, департамент Морбиан — 21 830).

## Демография
Динамика численности населения, чел.

## Администрация
Пост мэра Плюнрета с 2014 года занимает Франк Валлен (Franck Vallein). На муниципальных выборах 2020 года возглавляемый им центристский список был единственным.
| Период | Период | Фамилия       | Партия       | Примечания                              |
| ------ | ------ | ------------- | ------------ | --------------------------------------- |
| 1977   | 1995   | Мишель Поммуа |              | скотовод                                |
| 1995   | 2014   | Жан-Жак Мерур | Разные левые | работник фонда медицинского страхования |
| 2014   |        | Франк Валлен  | Разные левые | работник компании Veolia Environnement  |

## Галерея

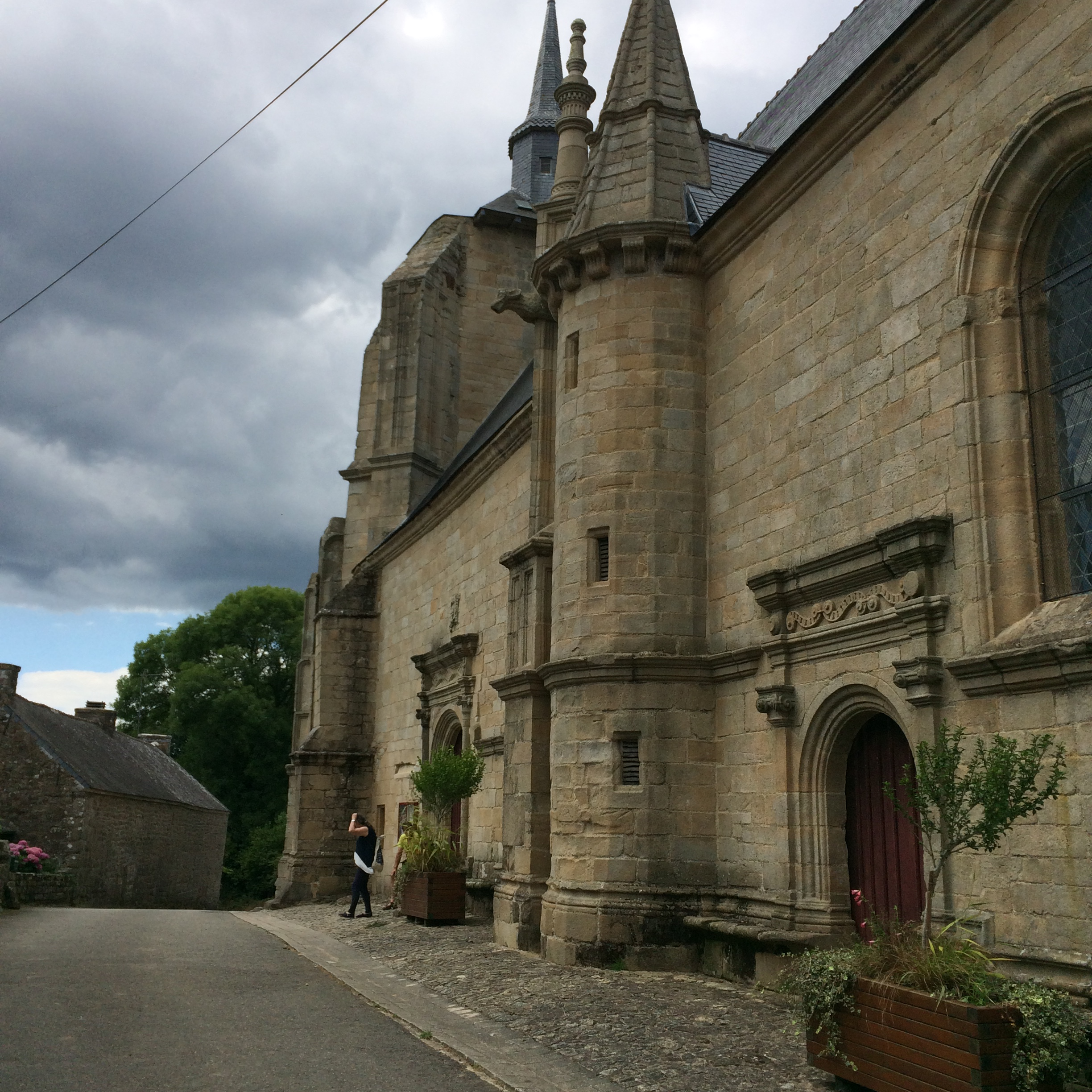
Часовня Сент-Авуа
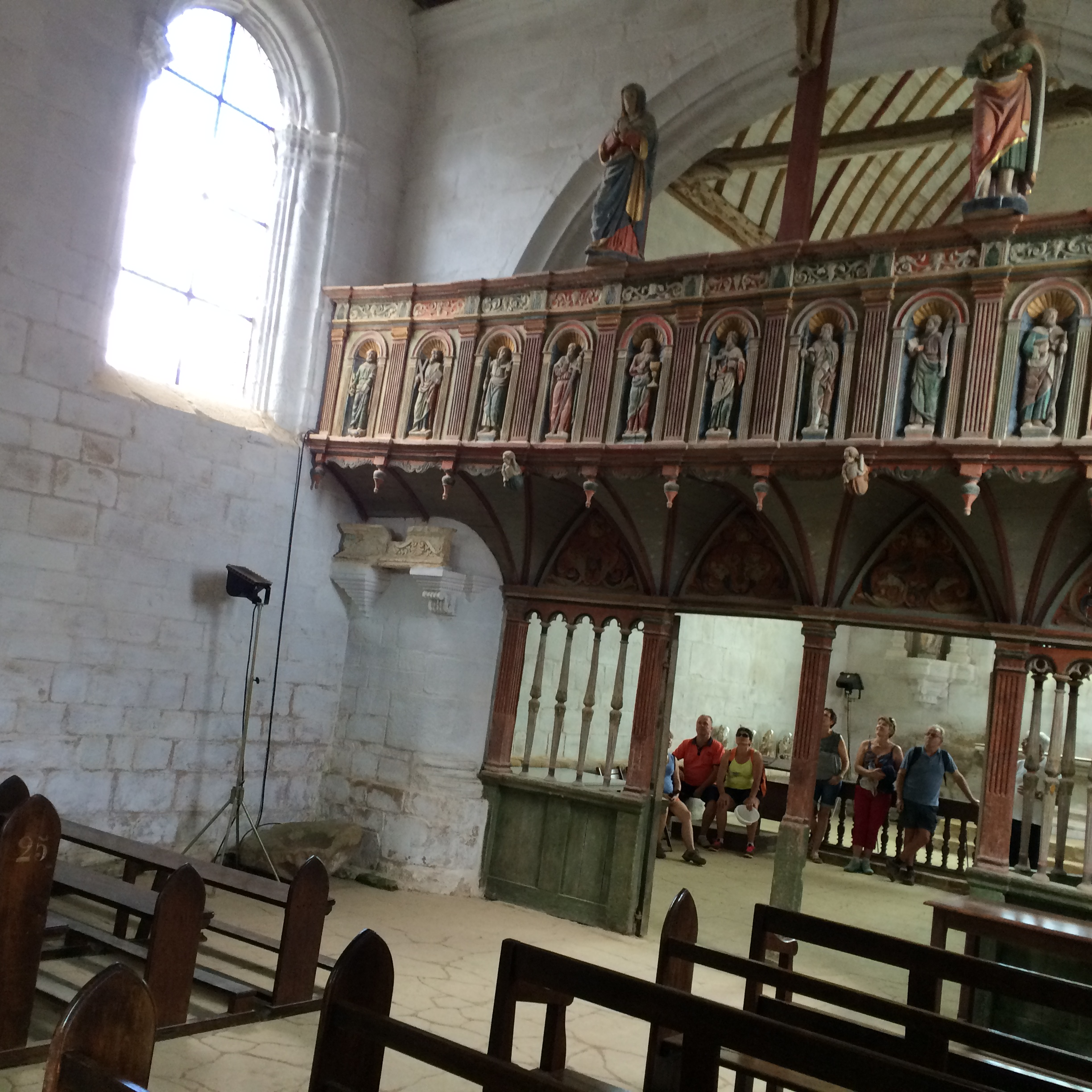
Лекторий в часовне Сент-Авуа
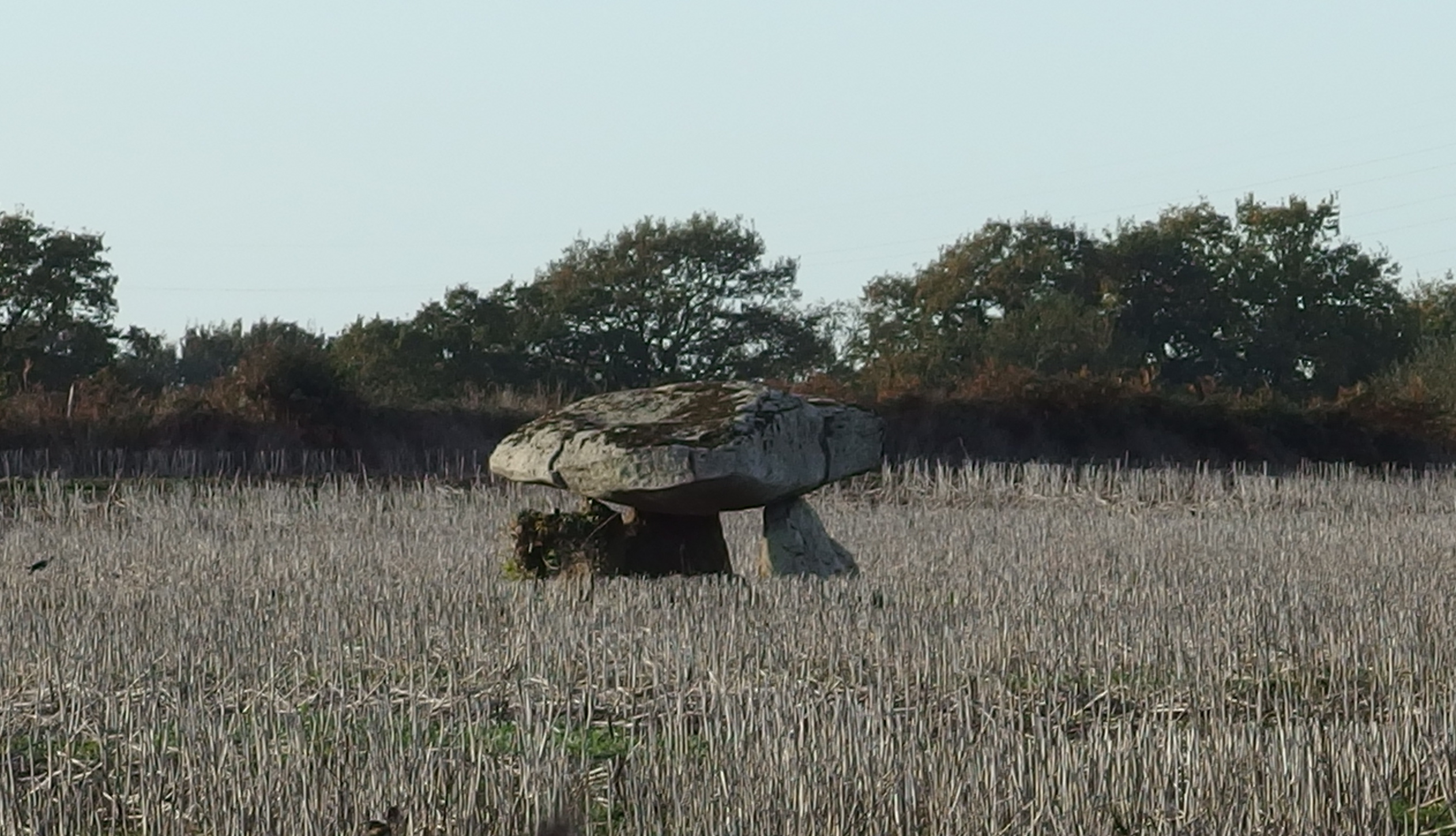
Дольмен Кервенгю
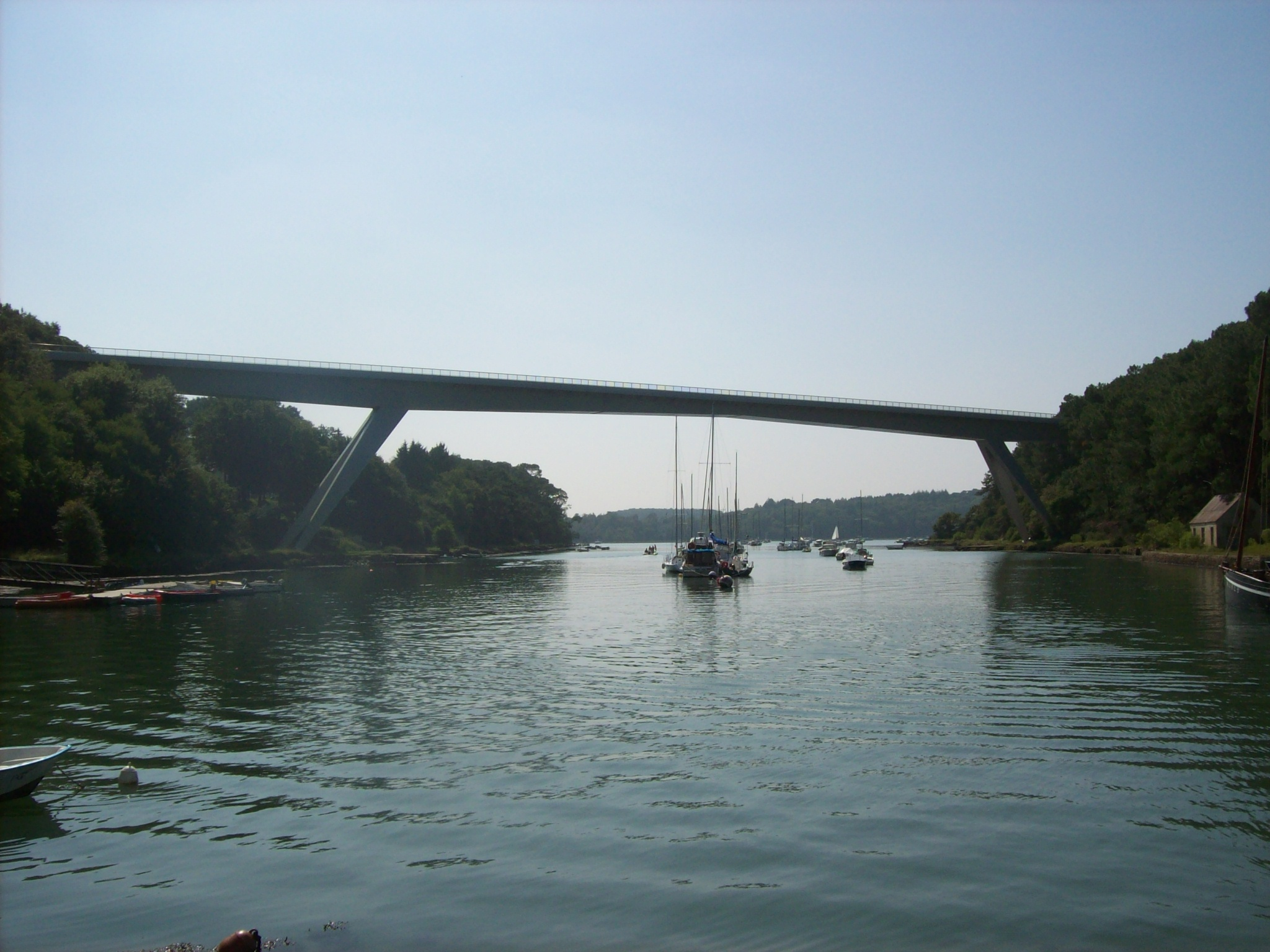
Мост через реку Боно
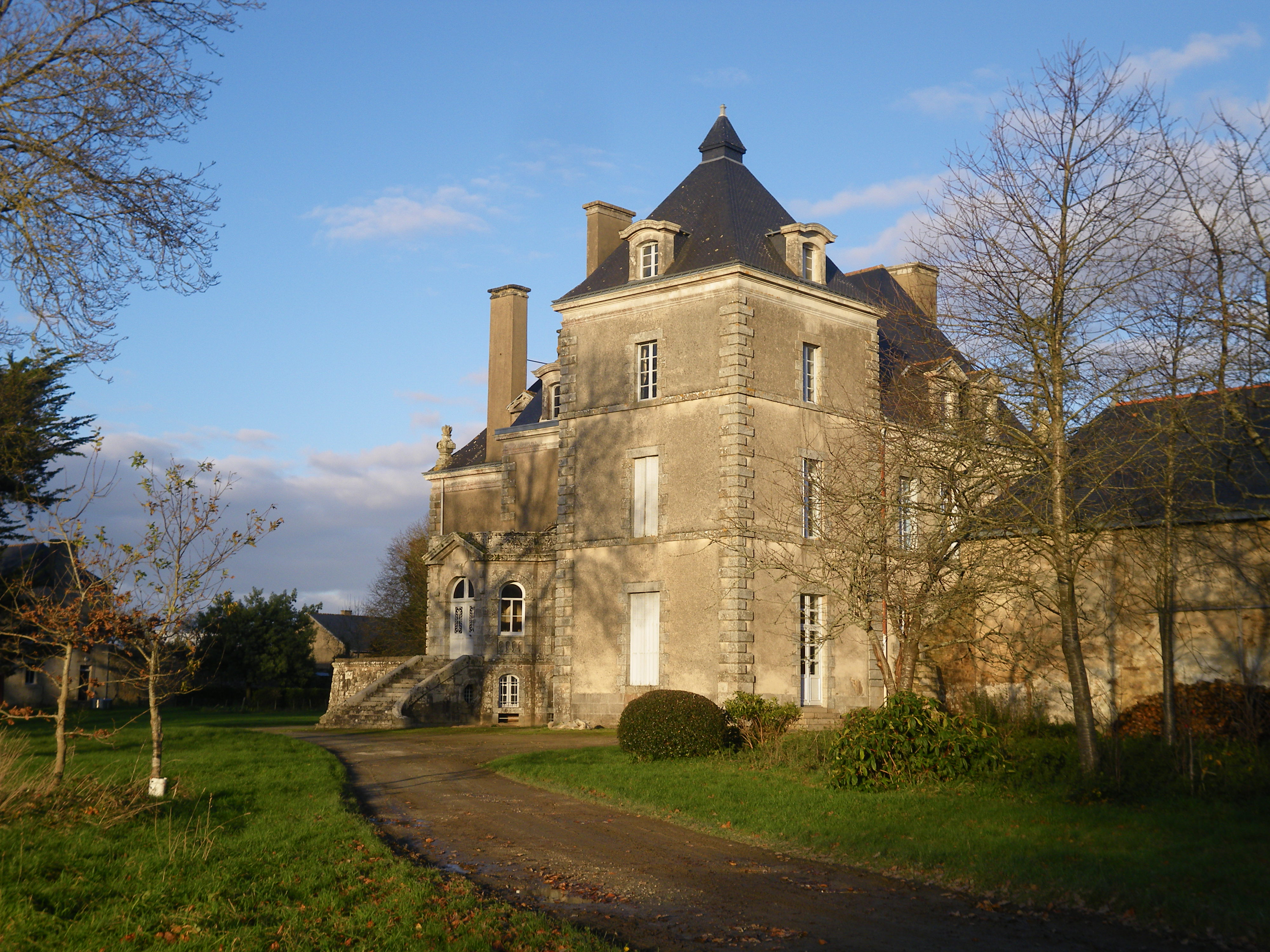
Шато Трёлан